# Forêts septentrionales
Les Forêts septentrionales (anglais : Northern Forest) sont une écorégion de niveau I de la commission de coopération environnementale. Elle s'étend d'est en ouest de Terre-Neuve-et-Labrador à la Saskatchewan et au sud jusqu'à la Pennsylvanie.

## Forêts
Les forêts couvrent plus de 80 % de l'écorégion. Elles sont composées de forêts denses d'épinette blanche, d'épinette noire, de pin gris, de sapin baumier et de mélèze laricin. Au sud de l'écozone et dans les maritimes son retrouve des peuplements de bouleau à papier, de peuplier faux-tremble, de peuplier baumier, de pin blanc de pin rouge, d'érable à sucre de hêtre à grandes feuilles d'épinette rouge et de plusieurs espèces de chênes.